# Adolf VIII. (Holstein)

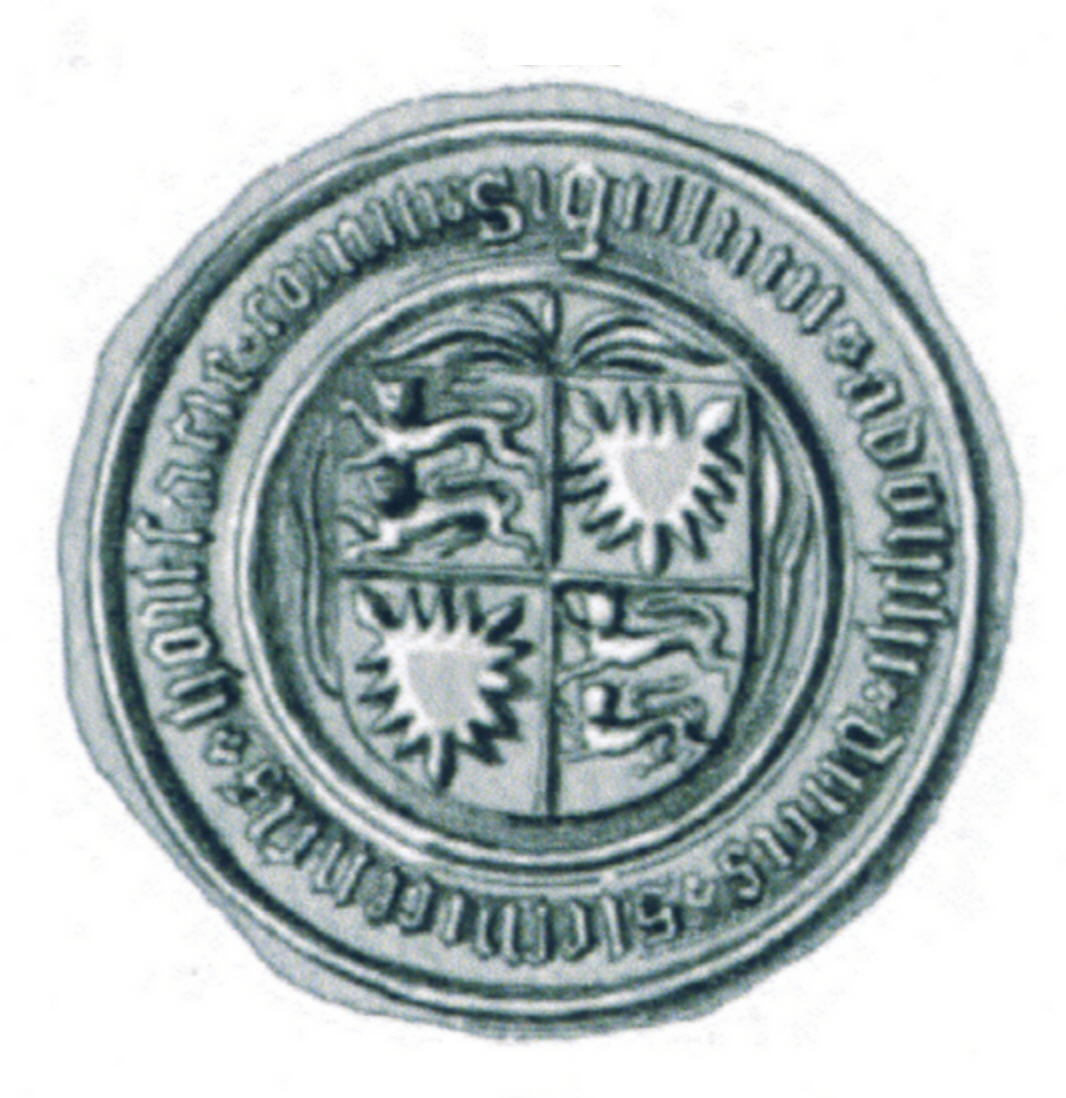
Siegel des Adolf VIII. aus der Zeit um 1447

Adolf VIII. von Holstein (* (1401); † 4. Dezember 1459 auf der Siegesburg; Segeberg) aus dem Geschlecht der Grafen von Schauenburg und Holstein war Graf von Holstein und Stormarn von 1421 bis 1459 sowie ab 1440 als Adolf I. Herzog von Schleswig. Als Angehöriger des Schauenburgergeschlechts: Adolf XI.

## Leben
Adolf VIII. – Sohn von Gerhard VI. von Holstein – folgte 1427 seinem älteren Bruder Heinrich IV. von Holstein in der Herrschaft von Holstein und Stormarn sowie als Prätendent von Schleswig. Er erbte 1421 von seinem Onkel Graf Heinrich III. Holstein-Rendsburg. Verbündet mit der Hanse setzte er im Sundzollkrieg den Kampf gegen Dänemark um Schleswig mit Erfolg fort und sicherte sich am 15. Juli 1435 im Frieden von Vordingborg den Besitz der in seiner Hand befindlichen Teile des Herzogtums Schleswig auf Lebenszeit unter dänischer Lehnshoheit. 1440 erhielt er das Herzogtum Schleswig als ein erbliches Lehen, woraufhin er sich als Herzog von Schleswig Adolf I. nannte. Im Jahre 1448 schlug er die dänische Krone aus, veranlasste aber die dänischen Reichsräte, Graf Christian von Oldenburg und Delmenhorst – Sohn seiner Schwester Heilwig von Holstein – zum König Christian I. zu wählen.
Adolf war verheiratet mit Mechthild von Anhalt († nach 1430), Tochter des Fürsten Otto III. von Anhalt-Bernburg; und (1433) mit Margarete von Mansfeld († 21. Januar 1496 in Eisleben), Tochter des Grafen Albrecht II. (IV.) von Mansfeld (1376–1416) und Elisabeth von Anhalt-Zerbst (1385–1413). Er hinterließ keine Kinder.
Er war der letzte Graf des Schauenburger Geschlechts in Holstein (siehe auch Zwillingssturz von Gottorf), abgesehen von der bis 1640 bestehenden Pinneberger Linie des Hauses. Diese Linie wurde jedoch unrechtmäßig von der Erbfolge in Holstein ausgeschlossen, und so wurden seinem kognatischen Neffen König Christian I. als legitimem Erben des Herzogtums Schleswig 1460 auch die Grafschaften Holstein und Stormarn angedient. Mit  Christian I. kam der Vertrag von Ripen, seine Handfeste beziehungsweise Wahlkapitulation mit den Ständevertretern zustande, der die gemeinsame Herrschaft über die Länder Schleswig und Holstein und Stormarn für vierhundert Jahre begründete.
1948 wurde der Herzog-Alf-Weg in Hamburg-Schnelsen nach ihm benannt.

## Siegel
Es zeigt die vereinigten Wappen von Schleswig (zwei Löwen) und Holstein (Schild mit gezackter Borte).
Umschrift: SIGILLUM*ADOLPHI*DUCIS*SLEVICENSIS*HOLTSACIE*COMITIS (Siegel Adolfs Herzog von Schleswig Graf von Holstein)